# Onitis obenbergeri
Onitis obenbergeri är en skalbaggsart som beskrevs av Vladimir Balthasar 1942. Onitis obenbergeri ingår i släktet Onitis och familjen bladhorningar. Inga underarter finns listade i Catalogue of Life.